# Antón (Panamá)
Antón es un corregimiento y ciudad cabecera del distrito de Antón en la provincia de Coclé, República de Panamá. Está ubicada en la zona noroeste del golfo de Panamá. La localidad tiene 12,000 habitantes (2010).

## Fundación del Distrito de Antón
La Ermita del pueblo se fundó el 5 de noviembre de 1692. El Distrito de Antón se estableció legalmente el 12 de septiembre de 1855, en acto de la Asamblea Constituyente del Estado de Panamá. En su artículo Segundo, acápite 3, se creó el departamento de Coclé, la ciudad de Natá, la Villa de Penonomé, y los pueblos de Aguadulce, Antón, Belén, la Pintada y Olá. (Referencia, Acto del 12 de septiembre de 1855 Sobre División Territorial).
La República, 1903
El 5 de noviembre de 1903 Antonio Burgos, comisionado especial de la Junta de Gobierno de Panamá llegó a Antón, logró enseguida la solidaridad de los antoneros y comunicó, mediante un telegrama: Consejo de este y de San Carlos adhiéranse con entusiasmo al movimiento del acápite 3. Personalidades de Antón y de San Carlos forman parte de la Primera Asamblea Nacional Constituyente de 1904 que dota a la República de sus instituciones políticas fundamentales, como Heliodoro Patiño Rangel (1868 -1963) y Emiliano Ponce Jaén (1866-1945).
Rubén Darío Carles Grimaldo, en Reminiscencias de los Primeros Años de la República, 1903 -1912, Panamá 1969, publicó la copia del acta Municipal de Antón del 5 de noviembre de 1903:
"El Concejo Municipal de Antón se adhiere con júbilo al glorioso movimiento del 3 de noviembre, por el cual se proclamó la independencia del Istmo"
Juan A. Ponce, Pedro Almillátegui, Simón Ortega y J.S. Bernal.

## Historia
El Distrito de Antón recibe este nombre por el río que recorre sus llanuras, este a su vez de Antón Rodrigo Cuadrado, piloto armador del séquito de Don Gaspar Espinosa, cuando en su primer viaje, 1615, visitó el interior del Istmo con el propósito de explorar la boca del río estuvo a punto de perecer ahogado en sus aguas.
Don Agustín Jaén Arosemena, en su obra Nociones Históricas de Coclé señala que para el año de 1631, ya este río y otros de esta misma región, tenían los nombres que hoy lleva.
En 1575, el oidor, Alonso Criado de Castilla, en su célebre informe de la Audiencia de Panamá, refiere la existencia de un pueblo de indios libres con algo más de 100 almas, dedicado a la cría de ganados y al cultivo del maíz, llamado Pueblo Nuevo de los Reyes del Chirú, localizado a tres leguas de Natá, es decir, situado aproximadamente en el área cercana al sitio actual de Antón.
El navegante Diego Ruiz de Campos habla en 1631, de las producciones ganaderas en las vegas de los ríos Chirú (Hato) y Antón, en la descripción más antigua y extensa que tenemos del medio natural y de la ocupación humana de esta parte del Istmo de Panamá.
En los primeros tiempos parecieran presentarse serias dificultades para que se estableciese con mayor permanencia el poblado de Antón al precederse nuevamente, en 1717, en forma definitiva. Ese carácter más permanente del nuevo asentamiento es atestiguado temprano puesto que en 1731, a casi medio siglo de la fundación de la ermita, realizan una misión, en Antón, los religiosos franciscanos fraile Antonio Rodríguez, fraile Joseph Sánchez y fraile Vicente Puga quienes predican también en Penonomé y Natá antes de partir al Perú. En fecha cercana, en 1736, el obispo de Panamá, Pedro Morcillo Rubio y Auñon visita el sitio de Antón y encuentra que "habrá en dicho asiento hasta veinte ranchos, o casas todo lo más de la gente vive en los montes, y son mulatos, zambos y de todas misturas, excepto, cuatro o seis familias de españoles que viven en aquella inmediación, tienen su Iglesia en que el cura Teniente les administra los Santos Sacramentos, se compone este vecindario de más de quinientas almas". Se trata en ese momento, de un modesto templo con paredes de barro y techo de teja, rodeado de algunos primitivos bohíos y quizás una que otra casa un poco más importante, con techo igualmente de teja y piso de adobes cuadrados, a la usanza tradicional.
Para mediados del siglo XVIII, se observa el crecimiento de una sociedad que está en plena gestación, y hasta de una pequeñísima prosperidad material. Así, el 17 de julio de 1774, el mismo obispo de Panamá visita el pueblo de San Juan Bautista de Antón y ejecuta el inventario de bienes de la ermita. El obispo muestra satisfacción por el manejo de las haciendas, propiedad de dichas cofradías religiosas, administradas por los mayordomos nombrados para tal fin. Ese mismo año, 1774, se registra la existencia en Antón de una compañía del Batallón de Infantería, constituidos en milicias civiles, comandadas por el capitán Joaquín Ponce, el teniente Juan Bautista Ponce y el subteniente Manuel Blas Ponce, todos hermanos, hijos de un rico terrateniente local. En total, ochenta y cuatro antoneros organizados bajo la disciplina militar, para la defensa del territorio parroquial.
A fines del siglo XVIII la sociedad parroquial demuestra ya las estructuras que la definirán a lo largo de nuestra historia.
La estructura étnica y social de Antón, corresponde, desde temprano, estrechamente con la evolución particular de su poblamiento y de su actividad económica y, en Coclé, será más parecida solamente ala de Natá, en contraposición a San Carlos y, sobre todo, Penonomé y Olá, más bien de montaña, mucho más indígenas, la verdadera tierra de los cholos. Por ejemplo, entre los 979 habitantes en la parroquia de Antón en 1790, el 76% son libres, considerados mestizos, mientras que los indígenas alcanzan el 5%, cuando en San Carlos son el 35%, en Penonomé el 65% y en Olá el 99% de la población; 177 blancos, en parte del grupo dominante local y 66 esclavos, casi el 6% de la población. Un registro de milicia arroja, en 1781, un total de 337 hombres capaces de tomar las armas, de los cuales 31 son españoles _ es decir_ blancos, 15 cuarterones casi blancos, 78 pardos o mulatos, 91 zambos, 104 negros y solo 15 indios.
Aunque el distrito parroquial de Antón existe desde la época colonial como una de las subdivisiones políticas de la antigua jurisdicción de Natá o Partido de Natá como se llamaba a fines del siglo XVIII, en 1832 la Constitución adoptada por la Nueva Granada divide el territorio nacional en provincias, cantones y distritos parroquiales, quedando el de Antón entre los que formaron el cantón de Natá. La Convención del estado crea el Departamento de Panamá, pero en 1858 Antón y San Carlos formarán parte del Nuevo Departamento de Soto con cabecera en Penonomé hasta que en 1860 el de San Carlos pasa definitivamente al Departamento de Panamá. En 1864 se crea nuevamente el Departamento de Coclé del cual formará parte el Distrito de Antón, y en 1886 las Provincias de Coclé y Panamá.
El 5 de noviembre de 1903 Antonio Burgos, comisionado especial de la Junta de Gobierno de Panamá llegó a Antón, logró enseguida la solidaridad de los antoneros y comunicó, mediante telegrama, que "Consejo de éste y de San Carlos adhiéranse con entusiasmo al movimiento del 3". Personalidades de Antón y de San Carlos forman parte de la Primera Asamblea Nacional Constituyente de 1904 que dota a la República de sus instituciones políticas fundamentales, como Heliodoro Patiño Rangel (1868 - 1963) y Emiliano Ponce Jaén (1866 - 1945.)
Rubén Darío Carles, en Reminiscencias de los Primeros Años de la República, 1903 - 1912, Panamá 1969, publica la copia del acta Municipal de Antón del 5 de noviembre de 1903: "El Concejo Municipal de Antón se adhiere con júbilo al glorioso movimiento del 3 de noviembre, por el cual se proclamó la independencia del Istmo". Firmado Juan A. Ponce, Pedro Almillátegui, Simón Ortega y J.S. Bernal.

Está conformado por diez corregimientos:
Antón
Cabuya
El Chirú
El Retiro
El Valle
Juan Díaz
Río Hato
San Juan de Dios
Santa Rita
Caballero

Anton celebra festividades tradicionales como el Toro Guapo en el mes de octubre y la fiesta del Cristo de Esquipulas que se realiza para la fecha del 6 de enero que comienzan las novenas y la Misa principal el 15 de enero donde llegan personas de todos los lugares del país e incluso personas de otros países.
Anton cuenta con una buena economía. A este Distrito vienen muchos Turistas a conocer la historia y Cultura de dicho lugar entre muchas otras cosas más.

## Generalidades
La ciudad cabecera de Antón cuenta con cerca a 10.000 habitantes.
Límites
- Al norte con la provincia de Colón
- Al sur con el océano Pacífico
- Al este con el distrito de San Carlos (Provincia de Panamá)
- Al oeste con el Distrito de Penonomé (Provincia de Coclé).
- El distrito se encuentra a dos horas de camino desde la Ciudad de Panamá.

Geografía
Antón es un distrito de segundo orden de división administrativa (class A - Región Administrativa) ubicado en la Provincia de Cocle, Panamá (Norteamérica) con un código de región de Americas/Western Europe. Se encuentra a una altitud de 49 metros sobre el nivel del mar. El distrito Antón se conoce también como Quebrada Arenales, Quebrada Jaguito.
Sus coordenadas son 8°25′0″ N y 80°12′0″ O en formato DMS (grados, minutes, segundos) o 8.41667 y -80.2 (en grados decimales). Su posición UTM es NK83 y su referencia Joint Operation Graphics es NC17-15.
La hora local actual es 07:49; el sol sale a las 08:48 y se pone a las 20:55 hora local (América/Panamá UTC/GMT-5). La zona horaria de Distrito Antón es UTC/GMT-5
A De segundo orden división administrativa es una subdivisión de primer orden división administrativa.

### Economía
El distrito de Antón cuenta con una topografía relativamente plana, con amplias extensiones de territorio destinadas para la agroindustria y ganadería, cuentan a su vez con pesca comercial y artesanal, crianza de animales y posee amplias regiones con muchos atractivos turísticos que son el deleite de extranjeros y nacionales. En su zona litoral posee una cadena de varias empresas hoteleras, las cuales contribuyen con el desarrollo turístico de la zona.

### Clima
Caliente durante el día y la noche la temperatura varía de caliente a fresca y hasta poco fría. La temperatura se mantiene constante durante todo el año a aproximadamente 30 °C. El invierno es temporada de lluvias (abril a diciembre. La mejor época para los turistas se encuentra en la estación seca , llamada localmente verano (enero a marzo).

## Lugares de interés
Cerca de la ciudad de Antón se ubican las playas de Santa Clara y Farallón, a las que se accede en autobús en 30 minutos. También se encuentra cerca el Valle de Antón, uno de los tres volcanes de Panamá. El clima es mucho más agradable que en cualquier otro lugar en Panamá, posiblemente la razón por la que hay algunos estadounidenses asentados con casas grandes. La naturaleza es única, y se puede ver por ejemplo las famosas "ranas doradas", que  solo se encuentran allí.

### Costumbres

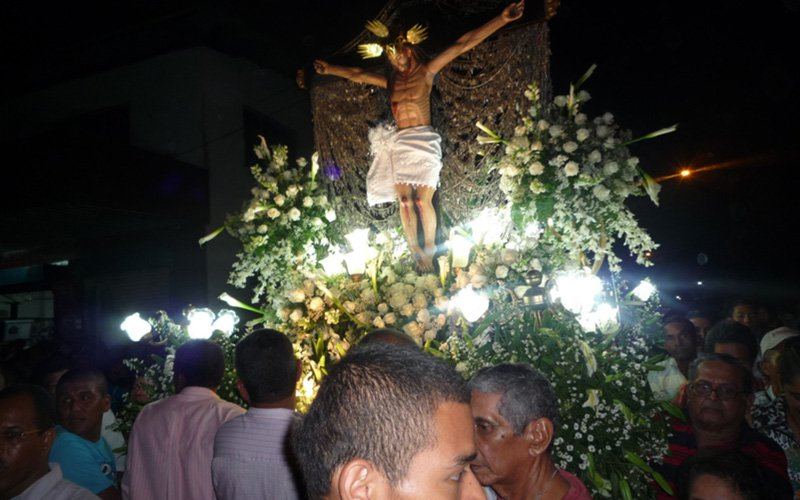
Procesión del Cristo de Esquipulas de Antón.

El distrito de Antón es muy rico en costumbres y tradiciones entre las cuales destacan:
- Festival del Torito Guapo
- Celebración del 15 de enero: Santo Cristo de Esquipulas.
- Carnavales.
- Corpus Christi.
- Semana Santa

### Vestimentas
Una pollera en su más mínima expresión puede definirse como una falda larga que posee un ancho considerable. Dichas faldas son originarias del Continente Europeo, la historia y las pinturas de siglos anteriores corroboran el hecho de que las faldas amplias han existido en Europa desde hace muchísimo tiempo.
La palabra pollera es definida por el diccionario como el vestido de la cintura abajo con muchos pliegues y vuelos. La vestimenta de la mujer española consistía en la pollera que era la falda, la enagua, falda interior y la basquiña. Pero en el Istmo de Panamá se le llama pollera al conjunto de camisa y pollerón.
Del vestuario masculino, poco se conoce de sus orígenes y cómo evolucionó este hasta formar parte del acompañamiento del vestido típico femenino La Pollera. Hoy en día los hombres panameños a lo largo del tiempo se han caracterizado, por usar ropas modestas según sea la época del año, y es por eso que en materia folklórica ha resultado difícil poder estudiar los vestidos típicos masculinos a profundidad.

### Comida y bebida
Panamá es conocida por su gente, costumbres, amistad. La dieta de los panameños no es complicada y aunque tradicionalmente ha incluido mucho aceite vegetal o de oliva, ha variado mucho a través de los años luego de influencia española, caribeña, americana, china, israelita, india, francesa y hasta alemana. La razón es simple: al Panamá ser una economía de servicios, su localización estratégica entre el norte y sur de las Américas y el Canal de Panamá ha atraído y arraigado a personas de todas partes del mundo a vivir allí. Es así que los descendientes jamaiquinos incluyeron sus comidas fritas, los franceses la comida delicada y extravagante, los americanos con sus hamburguesas, y los chinos-asiáticos con la comida china entre otros.
El distrito de Antón cuenta con una gran variedad de comidas y bebidas. Los desayunos se realizan a base de tortillas, bollos, huevos, diversidad de carnes. Cuentan también con un excelente Sancocho típico el cual es una especie de sopa realizada a base de gallina de patio con diversos ingredientes como el ñame, orégano, culantro y otras especias, se acompaña de arroz blanco que hacen este platillo el predilecto por las personas. Otros platos son los tamales, el guacho, arroz con pollo, un riquísimo guisado de carne deshilachada con tomates llamado Ropa vieja, las ricas carimañolas, empanadas de maíz rellenas de carne. En los restaurantes de las playas se encuentra una diversidad de ricas comidas basadas en mariscos, como la langosta, el centollo, camarón y el pulpo, así mismo los frescos pescados de la zona. En Antón se preparan una diversidad de jugos naturales de frutas de temporada y también chicheme en diversas variantes.

### Música y danza
Las principales danzas que se practican en Antón son:
El Tamborito: el tambor en esta provincia presenta influencia del tambor de otras provincias, por ejemplo en Antón, San Carlos, Bejuco y Chame el tambor que se practica al estilo coclesano.
La Cumbia: en Panamá se ejecutan cumbias y atravesaos al estilo santeño. Un rasgo característico de esta cumbia es que la dama porta velas en su mano derecha que entrelaza cintas de colores y con la otra mano se agarran el pollerón. El momento más alegre del baile es aquel en el que la música hace un cambio y resuenan las maracas y tambores, mientras que los participantes saloman y gritan anunciando que es el momento de cambiar de posición mientras que se dan giros.
El Torito: Danza célebre y alegre, comienza en la madrugada cuando el público y danzantes van en busca del «torito», en las afueras de la población. El torito está formado por varitas muy livianas, forradas en tela; sobre este forro colocan objetos de papel, cintas, espejitos y rosetas; una cabeza de toro hecha con alambre de paño, además de pasta, y una cola de trapo, completan el cuerpo del animal. Uno de los bailarines lo carga sobre sus hombros y lo maneja diestramente, correteando a los espectadores durante el baile.

### Ceremonias y fiestas

#### Festival del Torito Guapo de Antón
El folclor panameño es, sin duda alguna, rico en matices, y una muestra de ello es el Festival del Toro Guapo de Antón. Es una celebración propia del mes de octubre, que inicia desde el 12 hasta el 15 de este mes con un desfile típico.
El Festival del Toro Guapo es una tradición panameña que nació en 1964 con la intención de dar a conocer costumbres y rasgos folclóricos de la región antonera.
El festival entró al escenario del ambiente cultural coclesano para retrotraer viejas tradiciones del campesino. Esas mismas huellas de la época se recuerdan y representan ante propios y extraños, incluyendo las nuevas generaciones.
La diversidad está apoyada con la presencia de representantes folclóricos de las regiones de Azuero, Veraguas, La Chorrera y los anfitriones, Coclé.
La Figura del Toro
El toro tiene un soporte o esqueleto de madera forrado en cuero o tela, adornado en su parte frontal con una “cachamenta o cabeza de res». En sus ojos y sobre su armazón penden espejos, usa un rabo de soga o cintas tejidas, y lo baila un hombre con basta habilidad dando saltos a semejanza de embestir a las mujeres que danzan a su lado agitadas por una alegre tuna.
Componentes del Festival
Además de la figura del toro, están los tamboritos, las tunas y el almirez. El almirez es un instrumento de herencia afrocolonial que acompaña al tamborito.
Este instrumento que se toca únicamente en Antón; es un mortero de bronce fundido en forma de campana que se toca con un majador del mismo metal que produce acordes sencillos y armónicos que siguen y le dan el ritmo y el tiempo al tambor.
Cabe destacar que las comunidades de la región como el Jobo, Bijagual, Buen Retiro, Río Hato, Cabuya, Santa Rita, Caballero y San Juan de Dios, entre otras, forman parte de las celebraciones del Festival del Toro Guapo. Se baila por todas las calles internas del pueblo y finaliza en la plaza principal que está a un costado de la parroquia antonera. 15 de enero Fiesta del cristo de Esquipulas.
La fiesta patronal del Cristo de Esquipulas se celebra en la población de Antón, cabecera del distrito del mismo nombre, ubicada en la provincia de Coclé. Antón queda a casi dos horas de la Ciudad de Panamá. La fiesta se celebra el 15 de enero, pero tiene su inicio formal el 6 de enero con las novenas. La devoción se centra en torno a la veneración del Santo Cristo y los muchos milagros que se le atribuyen. Cada año se observa gran cantidad de devotos caminar con destino al distrito de Antón con gran fervor religioso hasta llegar a la iglesia. Esta fiesta se constituye en una de las principales festividades de Antón. Otras fiestas importantes de esa comunidad son el Festival Nacional del Toro Guapo y los carnavales.
La devoción de los antoneros por el Santo Cristo tiene un origen interesante. Cuenta la leyenda que hace muchísimos años, dos pescadores al cabo de su faena del día se encontraron con un bulto que flotaba en el mar y decidieron acercarse para descubrir el contenido del mismo. Ambos hombres pensaban que se trataba de una caja con objetos de valor. Al abrir la misma, descubrieron que se trataba de una figura del Cristo crucificado con un impresionante aspecto humano y de gran realismo. La imagen presentaba diversas heridas en todo su cuerpo, rostro, labios, extremidades y espalda, todos con restos de sangre y muestras de haber recibido un severo castigo. La espalda daba muestras de haber cargado un gran peso. También la caja contenía una corona y adornos de plata.
Al llevar el Cristo hacia el poblado de Antón, el pueblo entero se entusiasmó y comenzó la devoción de los lugareños. Sin embargo, el vicario de Penonomé ordenó que la imagen fuera trasladada a esa ciudad, sin tomar en cuenta las súplicas de los moradores que rogaban para que la misma permaneciese en el poblado. El Cristo fue nuevamente depositado en la caja donde fue encontrado y colocado sobre un anda, pero al tratar de levantarla para llevársela, esta se tornaba pesada, hecho sobrenatural que evitó que el Cristo fuese llevado a Penonomé. Los lugareños, llenos de alegría, clamaban que era un milagro porque el mismo Cristo no quería irse del pueblo. Desde ese día permanece la imagen en la comunidad de Antón, en la Iglesia San Juan Bautista.
El nombre de Esquipulas se debe a que la caja tenía una inscripción con dicho nombre. Se presume que su destino era Esquipulas, ciudad localizada en Guatemala y lugar donde también se festeja al Santo Cristo. Algo que la fiesta de Antón tiene en común con la fiesta de Esquipulas de Guatemala es la costumbre de ofrecer al Cristo pequeñas figuras de plata en forma de manos, corazón, extrem¬i¬dades y demás partes del cuerpo sobre las que el devoto recibió su milagro.
En Antón, la fiesta inicia el 6 de enero, Día de Reyes, con la primera novena y culmina el 15 de enero, día solemne en que se desarrolla la misa y el paseo o procesión del Cristo por las calles de Antón. La procesión se desarrolla durante la noche hasta un poco antes de la medianoche.
Un elemento importante que forma parte de esta fiesta es la tradición de los santitos o esquipulitas, que son réplicas del Cristo de Esquipulas que reposa en la iglesia San Juan Bautista. Desde semanas antes de la fiesta, los santitos recorren montañas y campos coclesanos, tales como: Cabuya, San Juan de Dios, Río Hato, Juan Díaz, Chiguirí Arriba, Pajonal, Río Indio y muchos otros. Los santitos también recorren lugares en otras provincias, tales como San Carlos y Ciudad Bolívar, en la provincia de Panamá. Estas imágenes, portadas por los esquipulistas o mayordomos visitan las comunidades y van deteniéndose de casa en casa con el objetivo de inculcar la fe y bendecir a las familias. Generalmente realizan el recorrido acompañadas de música de violín, guitarra, caja, churuca y almirez, instrumentos ejecutados por los mismos esquipulistas.
Al llegar a las casas, el líder del grupo ofrece la bendición, realiza un rezo y la familia brinda un aporte económico al santito. Estas donaciones son llevadas a la sede de la parroquia de Antón, y utilizadas posteriormente para sufragar los gastos de seminarios de catequistas, de delegados de la palabra; así como también para mejoras en la infraestructura de las capillas de la parroquia. El día 15 de enero hacen su entrada los santitos a la iglesia San Juan Bautista y los mismos permanecen en la iglesia hasta finalizar la festividad.
Para esta fiesta religiosa es común observar también el desarrollo de la fiesta popular bailable la cual va paralela a la fiesta del Cristo. Así mismo, también se dan cita en Antón otros elementos asociados con nuestras fiestas patronales interioranas, tales como venta de comidas en las tradicionales fondas, ventas de artículos alusivos a la fiesta del Cristo y buhonería en general.

### Museo y Casa de la Cultura
En la ciudad de Antón se erige el Museo “Casa de la Cultura Manuel María Aguilera” el cual está ubicado en la Avenida 3.ª, al lado de la Iglesia San Juan Bautista.
Esta institución opera en la que fuese residencia del matrimonio integrado por Don Manuel María Aguilera Patiño y Doña Helena Bernal.
Don Manuel María fue un hacendado exitoso y por muchos años Presidente de la Asociación Nacional de Ganaderos (ANAGAN),además propietario de una de las mayores fincas ganaderas del área de provincias centrales, la cual era a la vez una de las mayores fuentes de empleomanía de la región antonera.
El edificio es de dos plantas, construido entre los años 1928 y 1930, el cual aloja, desde el 19 de abril de 1997 el museo. Este está dividido en Díez salas. En la planta baja se ubican el Salón Helena Bernal de Aguilera, la cual es la sala principal y donde se exhibe una galería fotográfica de antoneros ilustres y que en ocasiones es utilizado para dictar cursos, seminarios, conferencias y exposiciones de arte temporales. También está la Sala de Folklore con piezas y vestimentas propias de estas manifestaciones. Otra es la Sala de Arqueología en donde se pueden apreciar muestras de arte lítico; así como también de cerámica precolombina. En este nivel está también la Sala de Arte Religioso que exhibe, en calidad de préstamo, piezas religiosas coloniales, propiedad de la Iglesia de Antón.
El visitante también puede apreciar los accesorios y artificios tradicionales utilizados en la actividad ganadera al pasar a la Sala de Ganadería, la cual está dedicada al propio Don Manuel María Aguilera Patiño.
En la planta alta están ubicadas las otras cinco salas: Sala de Muebles Antiguos con muebles de sala y comedor de principios del siglo XX; Sala de Oficios Domésticos con utensilios, herramientas y accesorios de trabajo utilizados en el pasado por carpinteros, mecánicos, plomeros y albañiles. Se puede visitar también la Sala de Vivienda Tradicional en donde se observan artículos hogareños utilizados en el pasado. Otro de los recintos del nivel superior es la Sala de Piezas Antiguas que muestra herramientas, utensilios y máquinas utilizadas en épocas pasadas.
La última es la Sala del Avance Tecnológico donde se observan muestras de la evolución tecnológica a través del tiempo, ya sean de uso personal como máquinas de escribir, planchas, o de uso colectivo como el cinematógrafo.
El recorrido termina en un amplio patio interior cuya principal característica es la pared de ladrillos, de la época colonial, y que originalmente era parte de la estructura de la ermita construida en 1692 y que hoy el museo comparte con la Iglesia San Juan Bautista de Antón.